# I.P.A. (Brouwerij 't IJ)
I.P.A., wat staat voor India Pale Ale, is een bier van Brouwerij 't IJ te Amsterdam. De I.P.A. is een donkerblond bier van 7% met bloemig bittere smaak. Door toevoeging van hop tijdens het rijpen van het bier krijgt het bier een rauwe, fruitige hopsmaak.